# تريفور لونغ
تريفور لونغ (بالإنجليزية: Trevor Long)‏ (1 يوليو 1931 في المملكة المتحدة - 2006 في المملكة المتحدة) هو لاعب كرة قدم بريطاني في مركز جناح ‏. لعب مع نادي ريدنغ ونادي غيلينغهام ووولفرهامبتون واندررز ويوفل تاون.